# Absinthe (plante)

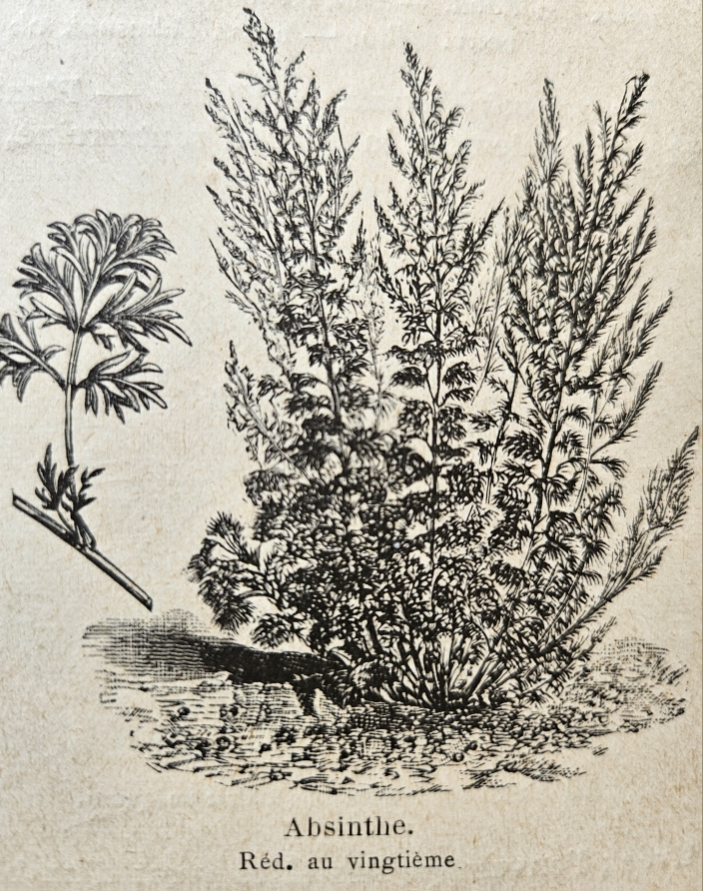
Illustration de l'absinthe (Artemisia absinthium) dans Les plantes potagères Vilmorin 1925

Pour les articles homonymes, voir Absinthe.
Artemisia absinthium
Espèce
Statut de conservation UICN

 LC  : Préoccupation mineure
L'Absinthe (Artemisia absinthium L.), aussi nommée Grande absinthe en opposition avec la Petite absinthe (Artemisia pontica), est une espèce de plantes à fleurs de la famille des Astéracées.
Noms communs : Grande absinthe, absin, aluyne, aluine, alvine, aloïne, armoise (herbe de la Saint-Jean), herbe sainte, herbe aux vers, menu alvine, armoise amère, absinthe.

## Description

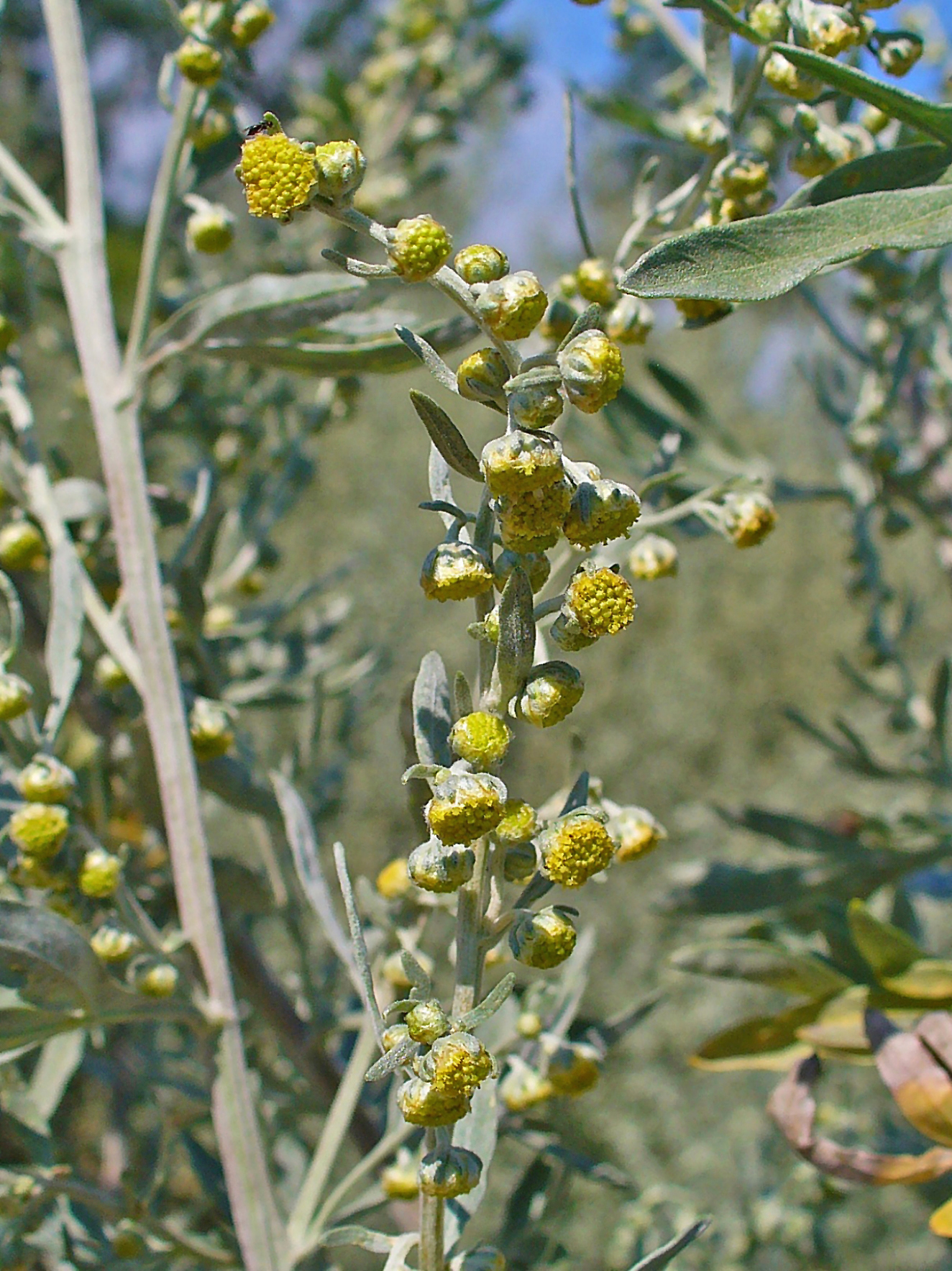
Inflorescence d' Artemisia absinthium.

Arbrisseau vivace qui mesure entre 50 centimètres et 1 mètre.
Plante recouverte de poils soyeux blancs argentés et de nombreuses glandes oléifères.
La tige est de couleur vert argent, droite, cannelée, ramifiée et très feuillée.
Les feuilles sont alternes, gris verdâtre sur le dessus et presque blanches et soyeuses sur le dessous. Les feuilles basilaires mesurent jusqu'à 25 centimètres de long et sont longuement pétiolées. Les feuilles caulinaires sont brièvement pétiolées, moins divisées. Les feuilles au sommet peuvent même être simples et sessiles (sans pétiole). La plante possède un rhizome dur.
La floraison a lieu de juillet à septembre. Les fleurs sont jaunes, tubulaires, réunies en capitules (Composée) globuleux, penchés, à leur tour réunis en panicules feuillés et ramifiées.
Les fruits sont des akènes.

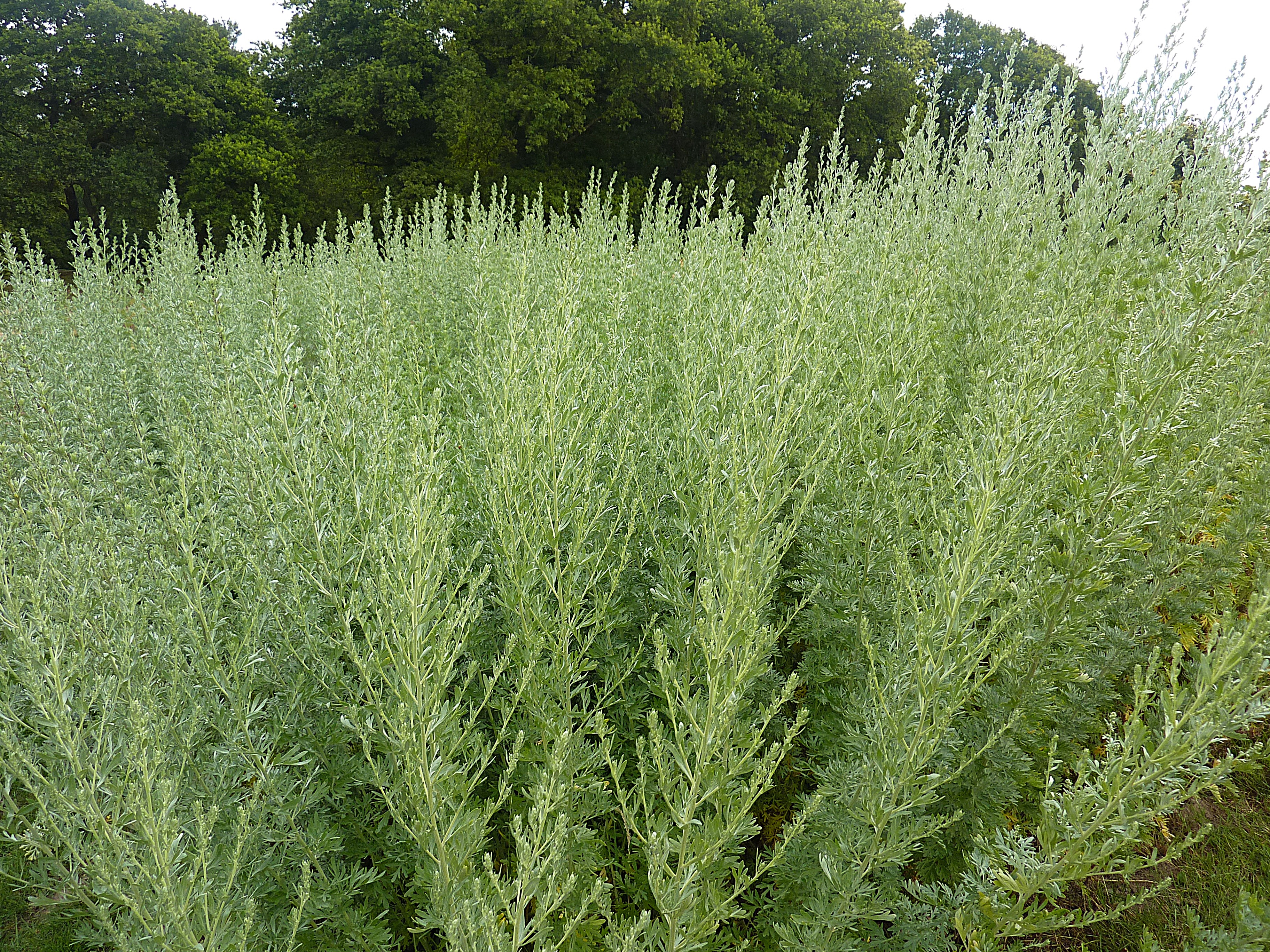
Absinthe (Artemisia absinthium).

## Distribution et habitat
L'habitat type est les friches vivaces xérophiles, médio-européennes ; l'aire de répartition est eurasiatique.
Originaire des régions continentales à climat tempéré d'Europe, d'Asie et d'Afrique du Nord. Naturalisée ailleurs. Elle y pousse sur les terrains incultes et arides, sur les pentes rocheuses, au bord des chemins et des champs.

## Culture

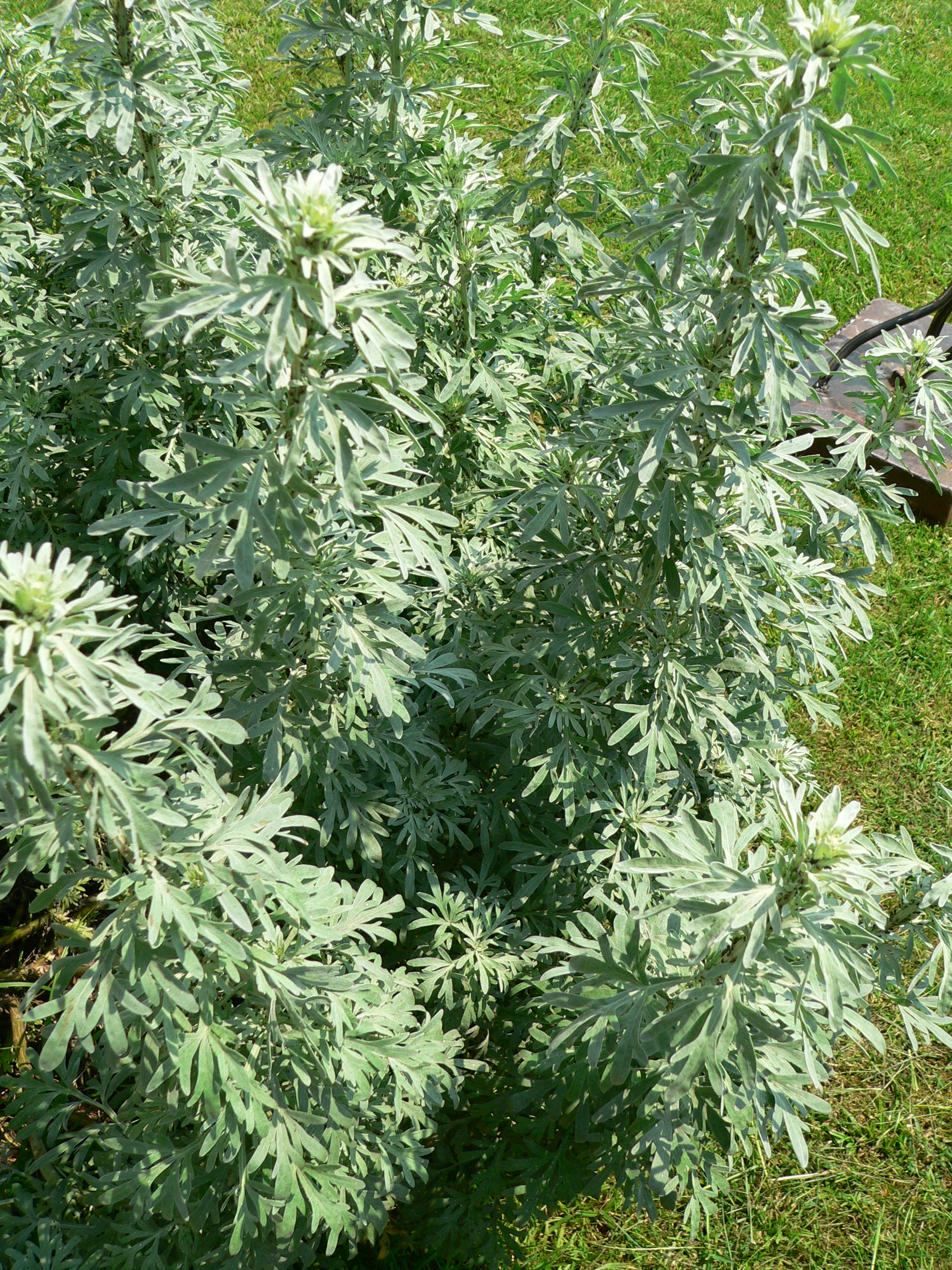
Feuilles.

Cette plante est peu exigeante, se contentant de sols meubles, peu humides et ensoleillés. Elle est à placer en exposition chaude sur sols fertiles, et semi-lourds.
Elle préfère les sols calcaires et riches en azote.
Elle se reproduit par éclat des vieux pieds à l'automne ou au printemps, éventuellement par semis en mars avril.
Une taille courte au printemps permet de régénérer la touffe et d'augmenter la durée de vie de la plante.

### Dans un jardin naturel
L'extrait fermenté d'absinthe possède des propriétés insectifuges (repousse les femelles pondeuses de piéride du chou et de carpocapse) et fongicides (notamment sur la rouille du groseillier).
Dans le principe des cultures associées, l'absinthe, de par ses sécrétions racinaires d'absinthine, exerce un effet inhibiteur sur la croissance des plantes environnantes, ainsi que des adventices. Il est donc préférable de ne la planter que sur les bords des planches de culture.

## Usages médicinaux

### Médecines traditionnelles
L'absinthe était et est encore utilisée par la pharmacopée traditionnelle.

#### En usage interne
Sous forme de poudre, décoction ou infusion, parfois avec du vin ou de la bière, elle est ou a été utilisée comme vermifuge, contre les maladies de l'estomac, les coliques et maux de ventre, en tisane pour la digestion, pour provoquer les règles, contre la fatigue, contre le mal de mer et ses nausées. Dans la région de Bagnes (où le patois local la dénommait ahvaino ou alwainyo), au début du XXe siècle, elle était encore utilisée contre « l'anémie, les vers, la bile, les rougeurs, les enflures, la faiblesse des yeux ». 
On la donnait souvent également au bétail.

#### En usage externe
Elle était appliquée en cataplasme chaud, mais aussi directement sous forme de décoction.
C'est l'une des plantes qui, après une étude de criblage à haut débit, a été retenue comme candidate pour produire un possible médicament contre le SARS-CoV-2, responsable de la pandémie de Covid-19.

## Utilisations médicinales contemporaines

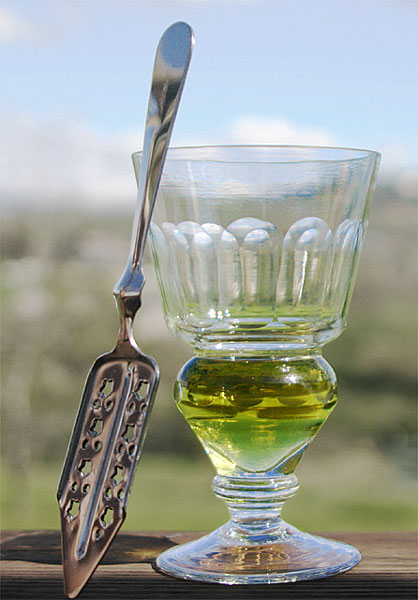
Un verre d'absinthe, le spiritueux.

La recherche médicale a confirmé certaines propriétés pharmaceutiques découvertes par les médecines traditionnelles, mais en a aussi trouvé d'autres : cette plante a aussi un effet antiprotozoaire, antibactérien, antifongique, anti-ulcéreux, hépatoprotecteur, anti-inflammatoire, immunomodulateur, cytotoxique, analgésique, neuroprotecteur, antidépresseur, procognitif, neurotrophique, stabilisante et antioxydant de la membrane cellulaire.
Les composés actifs connus sont, outre ses huiles essentielles (qui se montrent en laboratoire antimicrobiennes contre un large spectre d'agents pathogènes humains communs), des lactones sesquiterpénoïdes amères, des flavonoïdes, et d'autres composés conférant de l'amertume (azulènes, acides phénoliques, tanins et lignanes. Parmi les flavonoïdes synthétisés par cette plante, la 5,6,3',5'-tétraméthoxy 7,4'-hydroxyflavone (p7F) régule (in vitro et in vivo) la production d'oxyde nitrique (NO), de prostaglandine E2 (PGE2) et de facteur de nécrose tumorale-α (TNF-α) ainsi que l'expression de la NO synthase inductible (iNOS), la cyclooxygénase 2 (COX-2) et l'arthrite induite par le collagène. Le flavonoïde « p7F » inhibe l'expression ou la production de médiateurs pro-inflammatoires (tels que COX-2/PGE2 et iNOS/NO) dans les cellules RAW 264.7 stimulées par les lipopolysaccharides (LPS). p7F supprime aussi le taux sérique de TNF-α chez les souris traitées avec du collagène, tout en inhibant l'activation du facteur nucléaire-κB (NF-κB) et l'activité du promoteur NF-κB dans les cellules RAW 264.7 stimulées par le LPS. p7F inhibe aussi l'accumulation intracellulaire d'espèces réactives de l'oxygène dans les cellules RAW 264.7 stimulées par le peroxyde d'hydrogène. Enfin p7F a se montre antioxydant et inhibe l'activation de NF-κB ; autant d'éléments qui évoquent un intérêt contre diverses maladies inflammatoires.
Dans les médecines officielles eurasiatiques, l'espèce est utilisée contre certains affections gastro-intestinales, contre les helminthiases (vermifuges), contre l'anémie, l'insomnie, des maladies de la vessie, des plaies difficiles à cicatriser et la fièvre (fébrifuge), et antispasmodique.
Au Moyen Âge, c’était une plante réputée être un remède général à tous les maux. Au XVIIe siècle, l'absinthe servait d'insecticide.
Artemisia absinthium est une herbe aromatique-amère. Dans cette étude, la modélisation et l'optimisation de l'extraction assistée par micro-ondes (MAE) d'antioxydants et de composés phénoliques de l'absinthe a été réalisée. La méthode MAE s'est avérée environ deux fois plus efficace que l'extraction de chaleur classique. Elle peut donc être appliquée à l'extraction d'antioxydants et de composés phénoliques de l'absinthe dans l'industrie des produits naturels.

### Contre-indications de l'absinthe
L’absinthe est contre-indiquée chez les personnes qui souffrent d’obstruction des voies biliaires (calculs), d’inflammation de la vésicule biliaire ou de maladie du foie. Elle est également contre-indiquée chez les personnes souffrant d’ulcère de l’estomac ou du duodénum, de reflux gastro-œsophagien, ainsi que chez les personnes épileptiques.

### Effets indésirables et surdosage de l'absinthe
Les effets indésirables de l’absinthe sont surtout liés à la présence de thuyone qui, au-delà de 3 mg par jour, peut provoquer des vomissements, de la diarrhée, des vertiges et des convulsions. L’emballage des produits contenant de l’absinthe doit indiquer leur teneur en thuyone. L’huile essentielle d’absinthe, qui peut contenir jusqu’à 18 % de thuyone, ne doit jamais être consommée.

### En tant qu'aromate
- L'absinthe est surtout connue pour avoir été l'ingrédient de base d'une boisson populaire au XIXe siècle (voir Absinthe (spiritueux)). Rimbaud, Baudelaire et Verlaine étaient des buveurs d'absinthe[5]. Interdite dans de nombreux pays depuis le début du XXe siècle, elle est de nouveau autorisée dans certains pays depuis quelques années (2005 en Suisse[14] et 2011 en France), à condition que son taux de thuyone soit limité[15].
- Vin d'absinthe, dont le vin pelin (ro) Roumain.
- Au Maghreb , où on l'appelle chiba ou encore chadjret maryem(au Maroc), elle est utilisée en remplacement de la menthe dans le thé. La menthe étant rafraîchissante, on lui préfère le chiba quand le temps se refroidit.
- Dans le sud de l'Algérie (chibat echikh) elle est fumée et ajoutée aux sauces de beaucoup de plats tels que le couscous de Laghouat.

### Autres usages
En bouquet sec, l'absinthe éloigne les insectes. Son purin peut agir en tant que répulsif pour les pucerons et éloigne les acariens.

## L'absinthe dans la culture
Dans le langage des fleurs, l'absinthe symbolise l'absence.

## Calendrier
Le 9e jour du mois de messidor (des moissons) du calendrier républicain / révolutionnaire français est officiellement dénommé jour de l'absinthe, généralement chaque 27 juin du calendrier grégorien.